# إم سي جين
إم سي جين (بالإنجليزية: MC Jin) هو مغني وكاتب أغاني وممثل أمريكي، ولد في 4 يونيو 1982 بميامي في الولايات المتحدة.

## أعمال

### أفلام
- (2003) سريع جدا غاضب جدا[4]

## وصلات خارجية
- إم سي جين على موقع IMDb (الإنجليزية)
- إم سي جين على موقع ميوزك برينز (الإنجليزية)
- إم سي جين على موقع ديسكوغز (الإنجليزية)
- إم سي جين على موقع ديسكوغز (الإنجليزية)
- إم سي جين على موقع قاعدة بيانات الفيلم (الإنجليزية)